# Hélinand de Froidmont
Hélinand de Froidmont, en latin Helinandus Frigidimontis (vers 1160-vers 1223/1237) est un poète médiéval, un chroniqueur et un écrivain ecclésiastique français.

## Biographie
Hélinand de Froidmont, poète et trouvère, est né dans une famille noble, à Pronleroy ou Angivillers, près de Saint-Just-en-Chaussée, actuel département de l'Oise, vers 1160. Il suit ses études à Beauvais sous la direction d'un élève d'Abélard, le grammairien Raoul. De par ses origines aristocratiques, il côtoie de grands seigneurs et quelques prélats. Il est l'ami de l'évêque de Beauvais, Philippe de Dreux, cousin du roi Philippe Auguste. Devenu trouvère, il se produit sur les places publiques et jusqu'à la cour du roi. Poète reconnu, il décide pourtant, un jour de devenir moine et entre au monastère cistercien de Froidmont, diocèse de Beauvais. Il continue d'être poète mais sous une autre forme. Il reste muet quelques années puis compose les célèbres Vers de la Mort, de 1194 à 1197. Il est alors un modèle de piété et de mortification au monastère. Il consacre chaque instant (hors le temps dévolu aux tâches monastiques) aux études ecclésiastiques et, après son ordination, à la prière et à l'écriture. Il meurt le 3 février 1223, 1227 ou 1237. À Beauvais, il fut parfois honoré comme un saint et on célébrait sa fête le 3 février, mais son culte n'a jamais été approuvé par l'Église universelle (les 'Acta sanctorum' ne lui ont pas consacré de notice).

## SonChronicon
Hélinand est connu pour son Chronicon, une chronique en latin composée de quarante-neuf livres (dont à peine la moitié nous sont parvenus), qu'il écrivit de 1211 à 1223. Hélinand y incorpore plusieurs de ses traités et lettres. Cela inclut des traités comme De cognitione sui et De bono regimine principis ; vingt-huit sermons sur des fêtes religieuses ; une lettre intitulée De reparatione lapsi, dans laquelle il exhorte un moine apostat, c'est-à-dire infidèle à ses vœux, à retourner en son monastère.
Le Chronicon d'Hélinand est une des sources majeures du Speculum Historiale de Vincent de Beauvais.
Les morceaux « survivants » du Chronicon incluent les livres 1 à 18, couvrant la période allant de la naissance à la mort d'Alexandre le Grand ; des fragments des livres 19 à 44, existant en tant que copies dans le Speculum Maius de Vincent de Beauvais ; les livres 45 à 49, qui traitent de la période de 634 à 1241.
Ces livres 45 à 49 du Chronicon sont une des sources de la chronique du moine cistercien Albéric de Trois-Fontaines (vers 1241).
Selon la Catholic Encyclopedia, « sa chronique n'est pas assez critique pour être d'une grande valeur historique ». La structure du Chronicon est principalement chronologique, bien qu’Hélinand s'éloigne régulièrement de son récit pour commenter les Saintes Écritures ; il y inclut un traité contre l'astrologie, écrit à propos des saints et de leurs légendes, examine le monde animal. Il mêle continuellement documentation d'origine latine et littérature vernaculaire. Il est fréquemment cité comme témoin de la pensée médiévale à propos de la signification du mot graal. Il est cité, par exemple, à la base de la description du vol d'Eilmer de Malmesbury.

## Les Vers de la Mortet autres écrits
- Hélinand de Froidmont a écrit, non pas en latin cette fois, mais en français où apparaissent des mots et des tournures picardes Les Vers de la Mort, un poème sur la mort. Cette œuvre exceptionnelle, tant par la langue employée que par la façon dont est traité le sujet a la particularité, tout en appartenant à la littérature française, de faire également partie de la littérature picarde[1]. Dans les cinquante strophes de son poème, Hélinand demande à la Mort de rendre visite à ses amis et de les exhorter à quitter le monde pour le monastère. C'est un personnage incarné qui n'apparaît jamais sous la forme de squelette. En outre, chaque strophe est un douzain d'octosyllabe, rimant aab; aab; bba; bba. Cette strophe, imitée par d'autres poètes, est appelée la strophe hélinandienne par les critiques. Dans ce sermon lyrique, Hélinand utilise avec une grande aisance et efficacité l'anaphore, la métaphore et autres tropes, faisant de la Mort un personnage hyperactif et mêlé à toutes les activités de la vie des clercs et des laïcs de son temps. Hélinand n'utilise le macabre que dans son titre (jeu de mots sur deux sens du mot "vers"), mais il annonce déjà l'éloquence angoissée des poètes du XVe siècle tels Villon et Chastelain. Le texte entier des Vers de la Mort a été édité et traduit en français moderne par Michel Boyer et Monique Santucci (Paris, Ed. Champion, 1983, 118 p.).

- En tant que prédicateur, il écrivit plus de soixante sermons en latin. Ses sermons, écrits dans un latin ordonné, prouvent sa grande connaissance des poètes païens autant que des Pères de l'Église.
- Il est l'auteur de quelques poèmes en latin.
- Il écrivit un Martyrium des saints Géréon, Victor, Cassius, et Florentius, martyrs de la Légion thébaine.

Il est possible qu'Hélinand de Froidmont soit également le cistercien Hélinand de Perseigne, auteur de commentaires sur l'Apocalypse et sur le Livre de l'Exode.

## Citations
- « L'oraison est une sainte affection du cœur en Dieu, exprimée par l'intelligence et la parole. » [2]

## Œuvres
- Opera omnia. Helinandi Frididi Montis monachi, necnon Guntheri cisterciencis Opera omnia, édi. Pierre de Riga, 1855, in Patrologia latina, t. 212, rééd. 1995, Turnhout, Brepols, 1088 col.
- Les Vers de la Mort : poème du XIIe siècle, traduction en français moderne par Michel Boyer et Monique Santucci, Paris, Honoré Champion, 1983 ; réimpr. 1990.
- Sermones (av. 1229)